# Museu Jueu de Bèlgica
El Museu Jueu de Bèlgica (en francès: Musée Juif de Belgique, en neerlandès: Joods Museum van België) situat al número 21 de la rue des Minimes//Minimenstraat a Brussel·les reuneix una vasta col·lecció d'objectes de la tradició jueva, principalment d'Europa, Àsia i Àfrica (des del segle xviii). La gran part dels objectes provenen essencialment d'àrees a l'est del Rin i de països de la conca mediterrània.